# Potěhy
Potěhy (en allemand : Potiech) est une commune du district de Kutná Hora, dans la région de Bohême-Centrale, en République tchèque. Sa population s'élevait à 648 habitants en 2020.

## Géographie
Potěhy se trouve à 6 km au sud-est du centre de Čáslav, à 15 km au sud-est de Kutná Hora et à 74 km à l'est-sud-est de Prague.
La commune est limitée par Drobovice et Žleby au nord, par Horky à l'est, par Bratčice et Adamov au sud, et par Tupadly à l'ouest.

## Histoire
La première mention écrite de la localité date de 1242.